# SUPER JUNIOR YESUNG SPECIAL LIVE 2017 "Y's SONG"
《SUPER JUNIOR YESUNG SPECIAL LIVE 2017 "Y's SONG"》는 슈퍼주니어의 멤버 예성의 두 번째 일본 전국 콘서트 투어이다.

## 개요
2017년 3월 21일, 슈퍼주니어의 일본 공식 홈페이지는 예성의 두번째 일본 콘서트 투어 일정을 공개하였고 1개월 뒤 이와 같은 타이틀로 결정되었으며 예매는 야후티켓을 통해 실시되었다.

## 투어 일정
| 일정            | 도시     | 장소                         | 관객 동원    |
| --------------- | -------- | ---------------------------- | ------------ |
| 2017년 6월 14일 | 대판     | 오사카 페스티벌 홀           | 통산 6,000명 |
| 2017년 6월 15일 | 대판     | 오사카 페스티벌 홀           | 통산 6,000명 |
| 2017년 6월 29일 | 횡빈     | 파시 피코 요코하마 국립대 홀 | 통산 5,000명 |
| 2017년 6월 30일 | 횡빈     | 파시 피코 요코하마 국립대 홀 | 통산 5,000명 |
| 2017년 7월 4일  | 나고야시 | 나고야 국제회의장 센츄리 홀  | 통산 3,000명 |
| 2017년 7월 5일  | 나고야시 | 나고야 국제회의장 센츄리 홀  | 통산 3,000명 |

## 세트 리스트
- Opening VCR -
- 봄날의 소나기 (Paper Umbrella)
- 너 아니면 안 돼 (It Has To Be You)
- 벚꽃잎 (Spring In Me)

- Ment -
- 愛してるって言えない (사랑한다고 말할 수 없어)
- 비눗방울 (So Close Yet So Far)
- 雨のち晴れの空の色 (비 온 뒤 맑은 하늘색)

- Ment -
- 그때로 (At The Time)
- 그대뿐인지 (All But You)

- Ment -
- 먹지 (Gray Paper)
- 문 열어봐 (Here I Am)
- 僕のせいだよ (Blind)

- VCR #2 -
- Between
- 겨울잠 (Hibernation)
- 어떤 말로도 (Confession)

- Ment -
- 青い珊瑚礁 (푸른 산호초)[2]
- 勝手にしやがれ (네 멋대로 해라)[3]
- Splash
- 메아리 (Your Echo)
- Fly (번지점프)

- Ment -
- Let Me Kiss

## 제작
- 기획 · 제작 : 에이벡스 엔터테인먼트, SM 엔터테인먼트 재팬
- 총감독 : 오오쿠보 마사오